# Élections cantonales de 1992 dans les Pyrénées-Orientales
Les élections cantonales ont eu lieu les 22 et 29 mars 1992.
Lors de ces élections, 15 des 31 cantons des Pyrénées-Orientales ont été renouvelés. Elles ont vu la reconduction de la majorité UDF dirigée par René Marquès, président du conseil général depuis 1987.

## Résultats à l’échelle du département
Répartition départementale des résultats (2e tour).
- PCF (4,22 %)
- PS (19,82 %)
- PRG (6,53 %)
- Majorité (1 %)
- RPR (13,72 %)
- UDF (26,69 %)
- DVD (7,47 %)
- FN (20,56 %)

| Étiquette      | Étiquette                          | Premier tour | Premier tour | Second tour | Second tour | Sièges |
| Étiquette      | Étiquette                          | Voix         | %            | Voix        | %           | Sièges |
| -------------- | ---------------------------------- | ------------ | ------------ | ----------- | ----------- | ------ |
|                | Parti socialiste                   | 12 530       | 14,94        | 14 283      | 19,82       | 2      |
|                | Parti communiste français          | 9 021        | 10,76        | 3 039       | 4,22        | 1      |
|                | Parti radical de gauche            | 3 215        | 3,83         | 4 706       | 6,53        | 1      |
|                | Majorité présidentielle            | 981          | 1,17         | 723         | 1,00        | 1      |
|                | Extrême gauche                     | 82           | 0,10         |             |             |        |
| Gauche         | Gauche                             | 25 829       | 30,80        | 22 751      | 31,57       | 5      |
|                |                                    |              |              |             |             |        |
|                | Union pour la démocratie française | 16 634       | 19,83        | 19 235      | 26,69       | 5      |
|                | Front national                     | 15 268       | 18,21        | 14 823      | 20,56       | 0      |
|                | Rassemblement pour la République   | 9 570        | 11,41        | 9 888       | 13,72       | 4      |
|                | Divers droite                      | 8 164        | 9,74         | 5 382       | 7,47        | 1      |
|                | Extrême droite                     | 165          | 0,20         |             |             |        |
| Droite         | Droite                             | 49 801       | 59,39        | 49 328      | 68,44       | 10     |
|                |                                    |              |              |             |             |        |
|                | Les Verts                          | 4 156        | 4,96         |             |             |        |
|                | Génération écologie                | 3 270        | 3,90         |             |             |        |
| Écologistes    | Écologistes                        | 7 426        | 8,86         |             |             |        |
|                |                                    |              |              |             |             |        |
|                | Régionalistes                      | 806          | 0,96         |             |             |        |
|                |                                    |              |              |             |             |        |
| Inscrits       | Inscrits                           | 129 208      | 100,00       | 125 628     | 100,00      |        |
| Abstention     | Abstention                         | 41 134       | 31,84        | 46 896      | 37,33       |        |
| Votants        | Votants                            | 88 074       | 68,16        | 78 732      | 62,67       |        |
| Blancs et nuls | Blancs et nuls                     | 4 212        | 4,78         | 6 653       | 8,45        |        |
| Exprimés       | Exprimés                           | 83 862       | 95,22        | 72 079      | 91,55       |        |

## Résultats par canton

### Canton d'Argelès-sur-Mer
| Candidats      | Candidats          | Étiquette      | Premier tour | Premier tour | Second tour | Second tour |
| Candidats      | Candidats          | Étiquette      | Voix         | %            | Voix        | %           |
| -------------- | ------------------ | -------------- | ------------ | ------------ | ----------- | ----------- |
|                | Jacques Bordaneil* | PRG            | 3 215        | 32,26        | 4 706       | 49,23       |
|                | Robert Massines    | FN             | 2 383        | 23,91        | 2 438       | 25,50       |
|                | Bernard Farriol    | DVD            | 1 900        | 19,07        | 2 415       | 25,26       |
|                | Gislhain Cousteau  | PCF            | 939          | 9,42         |             |             |
|                | René Rabeyrolles   | GE             | 668          | 6,70         |             |             |
|                | Patrick Llenas     | Verts          | 520          | 5,22         |             |             |
|                | Jony Pantobe       | DVD            | 197          | 1,98         |             |             |
|                | Serge Pujalte      | DVD            | 89           | 0,89         |             |             |
|                | Henry Raynaud      | DVD            | 54           | 0,54         |             |             |
|                |                    |                |              |              |             |             |
| Inscrits       | Inscrits           | Inscrits       | 14 436       | 100,00       | 14 431      | 100,00      |
| Abstention     | Abstention         | Abstention     | 3 933        | 27,24        | 4 355       | 30,18       |
| Votants        | Votants            | Votants        | 10 503       | 72,76        | 10 076      | 69,82       |
| Blancs et nuls | Blancs et nuls     | Blancs et nuls | 538          | 5,12         | 517         | 5,13        |
| Exprimés       | Exprimés           | Exprimés       | 9 965        | 94,88        | 9 559       | 94,87       |

*sortant

### Canton de Côte Vermeille
| Candidats      | Candidats         | Étiquette      | Premier tour | Premier tour | Second tour | Second tour |
| Candidats      | Candidats         | Étiquette      | Voix         | %            | Voix        | %           |
| -------------- | ----------------- | -------------- | ------------ | ------------ | ----------- | ----------- |
|                | Jean Rède*        | RPR            | 2 432        | 30,66        | 3 864       | 52,55       |
|                | Michel Moly       | PS             | 1 946        | 24,53        | 3 489       | 47,45       |
|                | Jean-Jacques Vila | RPR            | 1 510        | 19,04        | Retrait     | Retrait     |
|                | Gérard Monterrat  | FN             | 644          | 8,12         |             |             |
|                | Pierre Homs       | PCF            | 529          | 6,67         |             |             |
|                | Jean-Michel Parce | GE             | 511          | 6,44         |             |             |
|                | Bernard Cristofol | Verts          | 176          | 2,22         |             |             |
|                | Laurent Martrette | EXD            | 165          | 2,08         |             |             |
|                | Henry Raynaud     | DVD            | 19           | 0,24         |             |             |
|                |                   |                |              |              |             |             |
| Inscrits       | Inscrits          | Inscrits       | 11 090       | 100,00       | 11 089      | 100,00      |
| Abstention     | Abstention        | Abstention     | 2 903        | 26,18        | 3 281       | 29,59       |
| Votants        | Votants           | Votants        | 8 187        | 73,82        | 7 808       | 70,41       |
| Blancs et nuls | Blancs et nuls    | Blancs et nuls | 255          | 3,11         | 455         | 5,83        |
| Exprimés       | Exprimés          | Exprimés       | 7 932        | 96,89        | 7 353       | 94,17       |

*sortant

### Canton de Mont-Louis
| Candidats      | Candidats              | Étiquette      | Premier tour | Premier tour | Second tour | Second tour |
| Candidats      | Candidats              | Étiquette      | Voix         | %            | Voix        | %           |
| -------------- | ---------------------- | -------------- | ------------ | ------------ | ----------- | ----------- |
|                | Raymond Trilles        | PS             | 417          | 18,73        | 723         | 34,88       |
|                | Henri Pubill           | UDF            | 368          | 16,53        | 484         | 23,35       |
|                | Raymond Guinovart      | DVD            | 372          | 16,71        | 439         | 21,18       |
|                | Bernard Dechonne       | DVD            | 370          | 16,62        | 427         | 20,60       |
|                | Jean-Dominique Laporte | DVD            | 185          | 8,31         |             |             |
|                | Jean-Louis Alvarez     | PCF            | 193          | 8,67         |             |             |
|                | Louise Soudat          | FN             | 117          | 5,26         |             |             |
|                | Serge Vaills           | DVD            | 111          | 4,99         |             |             |
|                | Fernande Kraft         | Verts          | 87           | 3,91         |             |             |
|                | Henry Raynaud          | DVD            | 6            | 0,27         |             |             |
|                |                        |                |              |              |             |             |
| Inscrits       | Inscrits               | Inscrits       | 3 331        | 100,00       | 3 331       | 100,00      |
| Abstention     | Abstention             | Abstention     | 1 036        | 31,10        | 1 176       | 35,30       |
| Votants        | Votants                | Votants        | 2 295        | 68,90        | 2 155       | 64,70       |
| Blancs et nuls | Blancs et nuls         | Blancs et nuls | 69           | 3,01         | 82          | 3,81        |
| Exprimés       | Exprimés               | Exprimés       | 2 226        | 96,99        | 2 073       | 96,19       |

### Canton de Perpignan-1
| Candidats      | Candidats       | Étiquette      | Premier tour | Premier tour | Second tour | Second tour |
| Candidats      | Candidats       | Étiquette      | Voix         | %            | Voix        | %           |
| -------------- | --------------- | -------------- | ------------ | ------------ | ----------- | ----------- |
|                | Jean-Paul Alduy | UDF            | 1 362        | 28,16        | 1 797       | 40,35       |
|                | Daniel Dayre    | FN             | 1 112        | 22,99        | 1 079       | 24,23       |
|                | Richard Puly    | UDF            | 894          | 18,49        | 1 578       | 35,43       |
|                | Antoine Maille  | PS             | 441          | 9,12         |             |             |
|                | Michèle Boyer   | PCF            | 414          | 8,56         |             |             |
|                | Patrick Llenas  | Verts          | 187          | 3,87         |             |             |
|                | Lydie Labarthe  | GE             | 183          | 3,78         |             |             |
|                | Liberto Plana   | EXG            | 82           | 1,70         |             |             |
|                | Charles Paulin  | REG            | 71           | 1,47         |             |             |
|                | Raymond Navarro | DVD            | 60           | 1,24         |             |             |
|                | Henry Raynaud   | DVD            | 30           | 0,62         |             |             |
|                |                 |                |              |              |             |             |
| Inscrits       | Inscrits        | Inscrits       | 8 388        | 100,00       | 8 388       | 100,00      |
| Abstention     | Abstention      | Abstention     | 3 343        | 39,85        | 3 656       | 43,59       |
| Votants        | Votants         | Votants        | 5 045        | 60,15        | 4 732       | 56,41       |
| Blancs et nuls | Blancs et nuls  | Blancs et nuls | 209          | 4,14         | 278         | 5,87        |
| Exprimés       | Exprimés        | Exprimés       | 4 836        | 95,86        | 4 454       | 94,13       |

### Canton de Perpignan-2
| Candidats      | Candidats           | Étiquette      | Premier tour | Premier tour | Second tour | Second tour |
| Candidats      | Candidats           | Étiquette      | Voix         | %            | Voix        | %           |
| -------------- | ------------------- | -------------- | ------------ | ------------ | ----------- | ----------- |
|                | Jacques Davi        | FN             | 829          | 25,63        | 1 002       | 37,19       |
|                | Bernard Nicolau     | UDF            | 776          | 24,00        | 1 692       | 62,81       |
|                | Marie-Cécile Pons   | DVD            | 548          | 16,94        |             |             |
|                | Aurore Reynal       | PS             | 351          | 10,85        |             |             |
|                | Michel Parrat       | Verts          | 152          | 4,70         |             |             |
|                | Denis Serre         | GE             | 148          | 4,58         |             |             |
|                | Bernard Chico       | PCF            | 137          | 4,24         |             |             |
|                | Robert Avril        | REG            | 112          | 3,46         |             |             |
|                | Serge Pouech        | DVD            | 107          | 3,31         |             |             |
|                | Henry Raynaud       | DVD            | 34           | 1,05         |             |             |
|                | Sylvestrine Mestres | DVD            | 33           | 1,02         |             |             |
|                | Abdelkader Hammadi  | DVD            | 7            | 0,22         |             |             |
|                |                     |                |              |              |             |             |
| Inscrits       | Inscrits            | Inscrits       | 6 392        | 100,00       | 6 392       | 100,00      |
| Abstention     | Abstention          | Abstention     | 3 005        | 47,01        | 3 429       | 53,65       |
| Votants        | Votants             | Votants        | 3 387        | 52,99        | 2 963       | 46,35       |
| Blancs et nuls | Blancs et nuls      | Blancs et nuls | 153          | 4,52         | 269         | 9,08        |
| Exprimés       | Exprimés            | Exprimés       | 3 234        | 95,48        | 2 694       | 90,92       |

### Canton de Perpignan-3
| Candidats      | Candidats         | Étiquette      | Premier tour | Premier tour | Second tour | Second tour |
| Candidats      | Candidats         | Étiquette      | Voix         | %            | Voix        | %           |
| -------------- | ----------------- | -------------- | ------------ | ------------ | ----------- | ----------- |
|                | Jean Vila         | PCF            | 1 547        | 23,94        | 3 039       | 56,30       |
|                | Jean Beille       | FN             | 1 582        | 24,49        | 2 359       | 43,70       |
|                | Michel Berdaguer* | DVD            | 994          | 15,38        |             |             |
|                | Marcel Zidani     | UDF            | 951          | 14,72        |             |             |
|                | Alain Le Dosseur  | PS             | 633          | 9,80         |             |             |
|                | Georges Figuerola | Verts          | 333          | 5,15         |             |             |
|                | Lucien Baillette  | GE             | 273          | 4,23         |             |             |
|                | Francois Tollet   | REG            | 104          | 1,61         |             |             |
|                | Henry Raynaud     | DVD            | 44           | 0,68         |             |             |
|                |                   |                |              |              |             |             |
| Inscrits       | Inscrits          | Inscrits       | 10 204       | 100,00       | 10 204      | 100,00      |
| Abstention     | Abstention        | Abstention     | 3 441        | 33,72        | 4 085       | 40,03       |
| Votants        | Votants           | Votants        | 6 763        | 66,28        | 6 119       | 59,97       |
| Blancs et nuls | Blancs et nuls    | Blancs et nuls | 302          | 4,47         | 721         | 11,78       |
| Exprimés       | Exprimés          | Exprimés       | 6 461        | 95,53        | 5 398       | 88,22       |

*sortant

### Canton de Perpignan-7
| Candidats      | Candidats         | Étiquette      | Premier tour | Premier tour | Second tour | Second tour |
| Candidats      | Candidats         | Étiquette      | Voix         | %            | Voix        | %           |
| -------------- | ----------------- | -------------- | ------------ | ------------ | ----------- | ----------- |
|                | Françoise Barate* | RPR            | 1 776        | 26,33        | 3 402       | 62,61       |
|                | Roger Chenaye     | FN             | 1 769        | 26,22        | 2 032       | 37,39       |
|                | Michel Pinell     | UDF            | 776          | 11,50        |             |             |
|                | Gérard Suarez     | PS             | 755          | 11,19        |             |             |
|                | Montserrat Sitjas | Verts          | 524          | 7,77         |             |             |
|                | Jacques Roux      | UDF            | 501          | 7,43         |             |             |
|                | Henri Boyer       | PCF            | 422          | 6,26         |             |             |
|                | Llorenc Planes    | REG            | 95           | 1,41         |             |             |
|                | Eugénie Lozano    | DVD            | 74           | 1,10         |             |             |
|                | Henry Raynaud     | DVD            | 54           | 0,80         |             |             |
|                |                   |                |              |              |             |             |
| Inscrits       | Inscrits          | Inscrits       | 11 137       | 100,00       | 11 137      | 100,00      |
| Abstention     | Abstention        | Abstention     | 4 066        | 36,51        | 4 964       | 44,57       |
| Votants        | Votants           | Votants        | 7 071        | 63,49        | 6 173       | 55,43       |
| Blancs et nuls | Blancs et nuls    | Blancs et nuls | 325          | 4,60         | 739         | 11,97       |
| Exprimés       | Exprimés          | Exprimés       | 6 746        | 95,40        | 5 434       | 88,03       |

*sortant

### Canton de Perpignan-9
| Candidats      | Candidats         | Étiquette      | Premier tour | Premier tour | Second tour | Second tour |
| Candidats      | Candidats         | Étiquette      | Voix         | %            | Voix        | %           |
| -------------- | ----------------- | -------------- | ------------ | ------------ | ----------- | ----------- |
|                | Jean Grisard      | FN             | 1 427        | 27,94        | 1 585       | 37,68       |
|                | Alain Marti*      | RPR            | 1 206        | 23,61        | 2 622       | 62,32       |
|                | Gilbert Vidal     | PS             | 647          | 12,67        |             |             |
|                | Raymond Brunet    | UDF            | 611          | 11,96        |             |             |
|                | Nicole Gaspon     | PCF            | 439          | 8,59         |             |             |
|                | Bernard Cristofol | Verts          | 300          | 5,87         |             |             |
|                | Renaud Chastagnol | GE             | 236          | 4,62         |             |             |
|                | Norbert Dentzler  | DVD            | 182          | 3,56         |             |             |
|                | Henry Raynaud     | DVD            | 60           | 1,17         |             |             |
|                |                   |                |              |              |             |             |
| Inscrits       | Inscrits          | Inscrits       | 9 628        | 100,00       | 9 628       | 100,00      |
| Abstention     | Abstention        | Abstention     | 4 247        | 44,11        | 4 919       | 51,09       |
| Votants        | Votants           | Votants        | 5 381        | 55,89        | 4 709       | 48,91       |
| Blancs et nuls | Blancs et nuls    | Blancs et nuls | 273          | 5,07         | 502         | 10,66       |
| Exprimés       | Exprimés          | Exprimés       | 5 108        | 94,93        | 4 207       | 89,34       |

*sortant

### Canton de Prades
| Candidats      | Candidats          | Étiquette      | Premier tour | Premier tour | Second tour | Second tour |
| Candidats      | Candidats          | Étiquette      | Voix         | %            | Voix        | %           |
| -------------- | ------------------ | -------------- | ------------ | ------------ | ----------- | ----------- |
|                | Jean-Luc Male*     | UDF            | 2 892        | 43,60        | 3 533       | 60,76       |
|                | Claude Bes         | PS             | 1 346        | 20,29        | 2 282       | 39,24       |
|                | Guy Cassoly        | PCF            | 1 008        | 15,20        | Retrait     | Retrait     |
|                | André Faivre       | FN             | 621          | 9,36         |             |             |
|                | Marie-Claire Pujol | Verts          | 359          | 5,41         |             |             |
|                | Daniel Moragas     | GE             | 268          | 4,04         |             |             |
|                | Francis Tatger     | REG            | 103          | 1,55         |             |             |
|                | Henry Raynaud      | DVD            | 36           | 0,54         |             |             |
|                |                    |                |              |              |             |             |
| Inscrits       | Inscrits           | Inscrits       | 9 783        | 100,00       | 9 783       | 100,00      |
| Abstention     | Abstention         | Abstention     | 2 779        | 28,41        | 3 453       | 35,30       |
| Votants        | Votants            | Votants        | 7 004        | 71,59        | 6 330       | 64,70       |
| Blancs et nuls | Blancs et nuls     | Blancs et nuls | 371          | 5,30         | 515         | 8,14        |
| Exprimés       | Exprimés           | Exprimés       | 6 633        | 94,70        | 5 815       | 91,86       |

*sortant

### Canton de Prats-de-Mollo-la-Preste
| Candidats      | Candidats        | Étiquette      | Premier tour | Premier tour |
| Candidats      | Candidats        | Étiquette      | Voix         | %            |
| -------------- | ---------------- | -------------- | ------------ | ------------ |
|                | Aubin Roca*      | DVD            | 1 181        | 63,49        |
|                | Jacques Majester | PCF            | 264          | 14,19        |
|                | Alexandre Reynal | PS             | 260          | 13,98        |
|                | Gilles Borrat    | Verts          | 72           | 3,87         |
|                | Jacques Mulet    | FN             | 56           | 3,01         |
|                | Henry Raynaud    | DVD            | 27           | 1,45         |
|                |                  |                |              |              |
| Inscrits       | Inscrits         | Inscrits       | 2 524        | 100,00       |
| Abstention     | Abstention       | Abstention     | 580          | 22,98        |
| Votants        | Votants          | Votants        | 1 944        | 77,02        |
| Blancs et nuls | Blancs et nuls   | Blancs et nuls | 84           | 4,32         |
| Exprimés       | Exprimés         | Exprimés       | 1 860        | 95,68        |

*sortant

### Canton de Rivesaltes
| Candidats      | Candidats       | Étiquette      | Premier tour | Premier tour | Second tour | Second tour |
| Candidats      | Candidats       | Étiquette      | Voix         | %            | Voix        | %           |
| -------------- | --------------- | -------------- | ------------ | ------------ | ----------- | ----------- |
|                | Emile Pares*    | UDF            | 2 976        | 34,88        | 3 756       | 47,25       |
|                | Guy Peytavi     | PS             | 1 759        | 20,62        | 2 982       | 37,51       |
|                | Claude Breton   | FN             | 1 486        | 17,42        | 1 211       | 15,23       |
|                | Patrick Cases   | PCF            | 1 158        | 13,57        |             |             |
|                | Bernard Daure   | GE             | 572          | 6,70         |             |             |
|                | Michel Triquere | Verts          | 396          | 4,64         |             |             |
|                | Gérard Ripoll   | REG            | 112          | 1,31         |             |             |
|                | Henry Raynaud   | DVD            | 73           | 0,86         |             |             |
|                |                 |                |              |              |             |             |
| Inscrits       | Inscrits        | Inscrits       | 12 884       | 100,00       | 12 884      | 100,00      |
| Abstention     | Abstention      | Abstention     | 3 867        | 30,01        | 4 284       | 33,25       |
| Votants        | Votants         | Votants        | 9 017        | 69,99        | 8 600       | 66,75       |
| Blancs et nuls | Blancs et nuls  | Blancs et nuls | 485          | 5,38         | 651         | 7,57        |
| Exprimés       | Exprimés        | Exprimés       | 8 532        | 94,62        | 7 949       | 92,43       |

*sortant

### Canton de Saint-Laurent-de-la-Salanque
| Candidats      | Candidats          | Étiquette      | Premier tour | Premier tour | Second tour | Second tour |
| Candidats      | Candidats          | Étiquette      | Voix         | %            | Voix        | %           |
| -------------- | ------------------ | -------------- | ------------ | ------------ | ----------- | ----------- |
|                | René Marquès*      | UDF            | 4 527        | 48,17        | 6 395       | 76,19       |
|                | Philippe Monflier  | FN             | 1 737        | 18,48        | 1 999       | 23,81       |
|                | André Biroste      | RPR            | 838          | 8,92         |             |             |
|                | Henri-Paul Blanc   | PS             | 796          | 8,47         |             |             |
|                | Pascal Egido       | PCF            | 724          | 7,70         |             |             |
|                | Maryse Lapergue    | GE             | 411          | 4,37         |             |             |
|                | Sylviane Verrhiest | Verts          | 321          | 3,42         |             |             |
|                | Henry Raynaud      | DVD            | 44           | 0,47         |             |             |
|                |                    |                |              |              |             |             |
| Inscrits       | Inscrits           | Inscrits       | 13 431       | 100,00       | 13 431      | 100,00      |
| Abstention     | Abstention         | Abstention     | 3 600        | 26,80        | 4 244       | 31,60       |
| Votants        | Votants            | Votants        | 9 831        | 73,20        | 9 187       | 68,40       |
| Blancs et nuls | Blancs et nuls     | Blancs et nuls | 433          | 4,40         | 793         | 8,63        |
| Exprimés       | Exprimés           | Exprimés       | 9 398        | 95,60        | 8 394       | 91,37       |

*sortant

### Canton de Saint-Paul-de-Fenouillet
| Candidats      | Candidats               | Étiquette      | Premier tour | Premier tour | Second tour | Second tour |
| Candidats      | Candidats               | Étiquette      | Voix         | %            | Voix        | %           |
| -------------- | ----------------------- | -------------- | ------------ | ------------ | ----------- | ----------- |
|                | Pierre Estève*          | PS             | 1 225        | 47,63        | 1 572       | 100,00      |
|                | Bernard Maurin          | PCF            | 451          | 17,53        | Retrait     | Retrait     |
|                | Robert Grange           | RPR            | 375          | 14,58        |             |             |
|                | Jacques de Beaumont     | FN             | 357          | 13,88        |             |             |
|                | Patrick Garcia          | Verts          | 124          | 4,82         |             |             |
|                | Claude Everaere-Avellan | PS             | 33           | 1,28         |             |             |
|                | Henry Raynaud           | DVD            | 7            | 0,27         |             |             |
|                |                         |                |              |              |             |             |
| Inscrits       | Inscrits                | Inscrits       | 3 759        | 100,00       | 3 758       | 100,00      |
| Abstention     | Abstention              | Abstention     | 966          | 25,70        | 1 552       | 41,30       |
| Votants        | Votants                 | Votants        | 2 793        | 74,30        | 2 206       | 58,70       |
| Blancs et nuls | Blancs et nuls          | Blancs et nuls | 221          | 7,91         | 634         | 28,74       |
| Exprimés       | Exprimés                | Exprimés       | 2 572        | 92,09        | 1 572       | 71,26       |

*sortant

### Canton de Sournia
| Candidats      | Candidats                     | Étiquette      | Premier tour | Premier tour |
| Candidats      | Candidats                     | Étiquette      | Voix         | %            |
| -------------- | ----------------------------- | -------------- | ------------ | ------------ |
|                | Paul Blanc*                   | RPR            | 527          | 71,02        |
|                | Dominique Huteau              | PS             | 90           | 12,13        |
|                | André Siffre                  | PCF            | 55           | 7,41         |
|                | Patrick Garcia                | Verts          | 37           | 4,99         |
|                | Michel de Cacqueray Valmenier | FN             | 29           | 3,91         |
|                | Henry Raynaud                 | DVD            | 4            | 0,54         |
|                |                               |                |              |              |
| Inscrits       | Inscrits                      | Inscrits       | 1 047        | 100,00       |
| Abstention     | Abstention                    | Abstention     | 261          | 24,93        |
| Votants        | Votants                       | Votants        | 786          | 75,07        |
| Blancs et nuls | Blancs et nuls                | Blancs et nuls | 44           | 5,60         |
| Exprimés       | Exprimés                      | Exprimés       | 742          | 94,40        |

*sortant

### Canton de Thuir
| Candidats      | Candidats              | Étiquette      | Premier tour | Premier tour | Second tour | Second tour |
| Candidats      | Candidats              | Étiquette      | Voix         | %            | Voix        | %           |
| -------------- | ---------------------- | -------------- | ------------ | ------------ | ----------- | ----------- |
|                | René Olive*            | PS             | 2 812        | 36,92        | 3 958       | 55,15       |
|                | Albert Passama         | DVD            | 1 196        | 15,70        | 2 101       | 29,27       |
|                | Maire-Henri Volpelière | FN             | 1 119        | 14,69        | 1 118       | 15,58       |
|                | Pierre Deixonne        | RPR            | 906          | 11,89        |             |             |
|                | Myriam Fourquet        | PCF            | 741          | 9,73         |             |             |
|                | Francis Fabre          | Verts          | 568          | 7,46         |             |             |
|                | Christian Reig         | REG            | 209          | 2,74         |             |             |
|                | Henry Raynaud          | DVD            | 66           | 0,87         |             |             |
|                |                        |                |              |              |             |             |
| Inscrits       | Inscrits               | Inscrits       | 11 174       | 100,00       | 11 172      | 100,00      |
| Abstention     | Abstention             | Abstention     | 3 107        | 27,81        | 3 498       | 31,31       |
| Votants        | Votants                | Votants        | 8 067        | 72,19        | 7 674       | 68,69       |
| Blancs et nuls | Blancs et nuls         | Blancs et nuls | 450          | 5,58         | 497         | 6,48        |
| Exprimés       | Exprimés               | Exprimés       | 7 617        | 94,42        | 7 177       | 93,52       |

*sortant